# マイク・デルフィーノ
マイク・デルフィーノ（Mike Delfino）は、アメリカ合衆国のABCで放送されている『デスパレートな妻たち』に登場する架空の人物。演じるのはジェームズ・デントン、日本語版吹替えは家中宏。

## 人物・経歴
シカゴからウィステリア通り4356番地に引っ越してくる。
職業は配管工。イタリア系の姓をもつ。
薬物中毒だったかつての恋人ディアドラを守るために、警官を殺した過去を持つが、正当防衛が認められている。
フレンドリーに振る舞うが引っ越してきた理由などに謎が多かったが、やがて、かつての恋人ディアドラ・テイラーの行方を、彼女の父・ノアに頼まれて、追っていることが判明。
ボンゴという犬を飼っている。元々は亡き妻エイミーが飼っていた犬だったが、死の直前にエイミーにボンゴの今後を頼まれ、現在に至る。

## シーズン1
スーザンの家の斜向かいに引っ越してくる。スーザンとイーディに一目惚れされ、2人からアプローチを受けるが、やがてスーザンと付き合うようになる。
ポールの策略で、マーサ・フーバー殺害の容疑者となってしまったマイクは、過去の犯罪歴も明るみに出てしまい、スーザンに別れを告げられてしまう。
間もなく、湖から発見されたおもちゃ箱からディアドラのバラバラの白骨遺体が発見される。そのおもちゃ箱を買った客の中にポールも含まれていたことを知ったマイクは、ポールに疑いの目を向ける。
ポールを脅迫し、ディアドラの死の真相を知ったマイクは、彼女の子・デーナが現在のザックだと知る。

## シーズン2
ザックが実子だと知ったマイクは、父親と名乗りたい気持ちを抑えながら生活を続ける。父・ポールの行方を追い、ザックも行方不明になっていた。
スーザンに同棲を持ちかけ、スーザンも快諾してくれる。更に、スーザンはザック探しに協力してくれるが、マイクの知らないところで、スーザンは娘・ジュリーを守るためにザックをユタに行かせていた。やがて、そのことを知ったマイクは憤り、スーザンに別れを告げる。
自宅をイーディに放火され、消沈するスーザンに再び同居を持ちかけるが、自立したいから、と断られてしまう。
スーザンにプロポーズすることを決意したマイクは、指輪を購入、しかしその現場をスーザンの前夫カールに目撃されてしまう。マイクの決意を知ったカールは、家を失ったスーザンに新しい家をプレゼントしようとしていた。カールに逆上し殴り合いの喧嘩になってしまい、指輪を買ったことをスーザンに知られてしまったが、その件がきっかけとなりスーザンはマイクに未練があることを悟り、自らプロポーズのセッティングをする。
カールに殴られた痕を治療しにオーソンの歯科へ行くと、治療痕から刑務所にいたことがあるのではないか、と指摘される。刑務所にいたことを認め、冗談で過去に会ったことがあるかも、と言うと、オーソンはやけに強く否定した。そのことに少し不信感を抱きつつも歯科を後にするマイク。
ところが、指輪を持ちスーザンの元へ向かう途中、マイクはひき逃げに遭ってしまう。車を運転していたのはオーソンだった…。

## シーズン3
オーソンにひき逃げに合い、昏睡状態に陥ったマイクは全く意識が戻らないが、スーザンが懸命にマイクの看病に勤しむ。
そんなある日、突如、マイクの意識が戻る。しかし、それを最初に発見したのはスーザンではなく、たまたまその場にいたイーディーだった。
更に、事故前の記憶が全くなく、スーザンについても何も覚えていないと言う。そして、それを利用しようとしたイーディーに迫られてウソの記憶を植えつけられる。
止めに病室でマイクとイーディがいたしているのを目撃、スーザンはマイクを諦める。
その後、イーディーの看病の甲斐もあり、マイクは無事退院する。
しかし、そんなマイクにトラブルが降りかかる。彼の元に警察が事情聴取にやって来たのだ。容疑は殺人罪。
聞くと、モニーク・ポリエという女性の撲殺死体が発見され、傷口と照合した結果、配管工が使うスパナと一致、更に彼女の家にマイクが配管の修理に向かっていたのだ。
もちろん、マイクにはそのときの記憶が無く、警察にも「記憶を失っている」と弁解しても言い訳にしか受け取ってもらえず、疑いは晴れない。
しかし、しばらく経つと徐々に彼の記憶が蘇る。そう、記憶の中で彼は確かにモニークの家で配管の修理を行っており、モニークはセクシーな下着姿で玄関で彼を迎え入れていたのだ。
そして彼が自分の工具箱を開けると、そこには血まみれのスパナが。
トラブルを避けるために工具箱を埋めようとしたのだが、そこを尾行してきた警察官に見つかり、逮捕・拘留されてしまう。
イーディーにも見放されて房内で独りのマイク。そこに、イアンと共にスーザンが面会に来る。スーザンはイアンの金で優秀な弁護士を雇い、釈放してもらおうと持ちかける。しかし、まだマイクを忘れ切れていないスーザンに釘を刺すため、イアンが「釈放後は勿論、なるべくならば面会もスーザンとはしない」事を条件に提示し、マイクは承諾、その後釈放される。
スーザンと密かに会い続けるマイクは再び記憶が蘇る。
記憶の中では、モニークの家で配管の修理をする際に部品が足りず、途中で買いに行った。そして戻ってくると、そこには男が一人。「モニークの友人なんだけど、彼女は体調を崩して寝てしまったので、今日のところは引き取ってくれないか」と言われる。その男こそ、自分をひき逃げしたオーソン・ホッジだった。
記憶を取り戻したマイクはオーソンを問い詰めようと、病院の屋上へ追い詰める。そこで、モニークが死んだときの真実を知る。オーソンはモニークが死んだときに、目撃していた恐れのあるマイクを消そうとしたのだった。
そしてもみ合いになった末に、オーソンは屋上から転落、一命は取り留めたが、マイクは再び刑事の疑いの目を向けられる事になる。
その後、回復したオーソンの機転と証言により、マイクへのモニーク殺しの疑いは晴れる。
そして晴れて自由の身になったマイクは、改めて、自分にとってのスーザンの存在の大きさを再確認させられる。向こうも完全には自分を忘れてはいないことを幸いに、イアンに勝負を挑む。それはカルロス・オーソン・トムも交えた5人でのポーカーの席上で、イアンとマイク、負けたほうがスーザンを諦めるというものだった。
見事勝利したマイクだったが、ひょんなことから、ポーカーの事がスーザンに知れてしまう。
自分を勝手にポーカーの景品代わりに使われた彼女は激怒、勝負に乗ったイアン共々、断絶宣言をされてしまう。
傷心のマイクはせめて彼女を忘れようと山へ向かう。そして山で2日程過ごしてから帰りがけに寄った管理事務所で、「未練がましく昔の男を忘れられていないうっかり物の女が遭難してる」とガイドが怒っているのを聞く。
すぐにその女がスーザンと確信したマイクは、彼女をエスコートしたガイドから最後に一緒にいた場所を聞き、無事スーザンを発見、聞くと彼女がまだマイクのことを思っていると感じたイアンが自ら去り、改めてマイクを探そうと山へ向かったのだった。
そこで無事婚約した二人。しかし、結婚式の打ち合わせで意見の相違が。
スーザンは「そこまで派手じゃなくても構わない」、マイクは「やっと結婚にまで至ったのだから、盛大に行いたい」。
マイクはその結婚式の費用を稼ぐために朝昼晩と働き詰め、スーザンと一緒にいる時間も減少気味になる。
そんな折、二人でガブリエルの結婚式に出席、皿にマイクの分も食事を取ったスーザンが彼の元へ向かうと、疲れの余り、マイクは熟睡していた。それを心配したスーザンは何かを思いついた様子で、ガブリエルの結婚式で仲介をした神父に話しかける。
ガブリエルの結婚式から数日後、夜中に女性から配管修理の依頼が来たマイクは家を出る。
しかしそれはスーザンの作戦で、電話をしたのはジュリーだった。
そうとも知らず、言われたとおりの住所に車で向かうマイク。すると、前で中年の男が車を止める。男はマイクにタキシードを手渡し、車の中で着替えるよう指示。
そこには手紙が「何も聞かず、何も言わず、その人に従って　　スーザン」。
タキシードに着替えたマイクが男に導かれて森の奥まで進むと、そこには手作りの結婚式場といつの間にか神父姿に着替えた男とジュリー、そしてドレス姿のスーザンが。
そう、マイクの体を心配したスーザンが「規模は小さくてもいいから」と、ガブリエルの結婚式の際に神父に頼んでサプライズを行っていたのだ。
例の電話がジュリーだと悟ったマイク。そして神父の仲介の下、出席者一人の結婚式を始め、二人は熱いキスを交わすのだった。